# 國元なつき
國元 なつき （くにもと なつき、1980年8月30日 - ）は、日本の女優。Miles Anthony Associates、スカイコーポレーション所属。
高校卒業後、演技と英語を学びにニューヨークに単身渡米する。また、帰国後も奈良橋陽子の主宰するユナイテッド・パフォーマーズ・スタジオで演技を引き続き学ぶ。日本で映画・舞台と活動をしながら、2013年12月公開のハリウッド映画『47RONIN』でオーディションを経て大石りく役に大抜擢される。長年女優業だけではなく、子供関係の仕事をすることも視野に入れており、2016年にキッズ教育番組『ジェリージャム』のプロデュースに関わる。

## 出演作品

### 映画
- ヘヴンズ・ドア 殺人症候群（石川二郎監督作品） - 鑑識官 役
- スターフィッシュホテル（ジョン・ウィリアムズ監督作品）
- 魔法遣いに大切なこと（中原俊監督作品） - 魔法士 役
- ラーメンガール（ロバート・アラン・アッカーマン監督）
- 素敵な夜、ボクにください（中原俊監督作品監督）
- 鐘楼のふたり（2012年 五藤利弘監督作品） - 鈴木裕子 役
- ビターコーヒーライフ（2012年 横山浩之監督作品） - 岩沼七海 役
- 東京無印女子物語（2012年 大九明子監督作品） - 木野静代 役
- Haikyo（2013年 Chris Todd監督作品） - The Ghost 役
- 上京ものがたり（2013年 森岡利行監督作品） - 島田 役
- 47RONIN（2013年 カール・リンシュ監督作品） - 大石りく 役
- 半分ノ世界（2014年 斎藤工監督作品） - 英語教師 役
- メタルカ（2014年 内田英治監督作品） - 井上茜 役
- なりゆきな魂、（2017年瀬々敬久監督作品） - 國元夏海 役

### テレビドラマ
- 月曜ミステリー劇場 ラスト・シーン
- 美味學院
- 黒い報告書第3弾「誤解」-第6の報告書「便利な女」-（2013年 BSジャパン 望月六郎監督） - 立花香澄 役
- 港古志郎警視Season3　第11話（2014年 BS11 愛川欽也監督）
- The Dancemasters Diary（2017年 TOKYO MX） - Lee Quin Jin 役
- ザ・テラー:不名誉 シーズン2[2]（2019年 AMC） - チヨ 役
- 我らがパラダイス（2023年 NHK BSプレミアム） - 星野恭子 役

### 舞台
- Wブッキング（大根健一演出作品）- 三宮茜 役
- Waiting for the sun 天気待ち（2007年 奈良橋陽子演出作品）
- Dream of passion（2008年 奈良橋陽子演出作品）
- 走れメロス（2012年 西田大輔演出作品）- 芥川 文 役
- HIKOBAE2013（2012年 塩屋俊演出作品）- 小泉紗希 役(主演）
- 元禄チャリンコ無頼衆 浪速阿呆鴉（2013年 横内謙介演出作品）- 紅子 役

### Webドラマ
- 私の頭の中の消しゴム アナザーレター

### 電子書籍
- Dear..., −私、なつきのHollywoodまでのお話−[3]（小学館eBooks）

### ミュージックビデオ
- ここで待とう（NAO）
- カーテンコール（強）

### CM
- Marsa Resort Golf Club
- サミー
- ナショナル 空気清浄機
- ファンケル化粧品

## プロデュース / 出演
- キッズ番組 ジェリージャム (JELLY JAMM)（2016年 - 2019年）

## 支援活動
國元は2011年の東日本大震災の当時、ヨーロッパで映画『47RONIN』の撮影であったが、被災者に何か支援ができないかと、『47RONIN Caravan Theater』を起ち上げ、自らの手で被災した地域に同映画を届けることを企画した。2014年に岩手県宮古市、宮城県山元町、福島県相馬市・南相馬市を回った。インタビューで、
「この企画は、ただ映画を届けるのではなく、地元高校生や大学生らと共にポスター作りから全て手作りで上映会の準備を一緒に行い、地元の方々が楽しめる、地元の方々と楽しめるイベントを行うことを目的としています。そして、私はこの映画で高校生の頃から夢に見ていたハリウッド映画出演という夢を叶えました。大変な状況の中、今一生懸命夢に向かっている高校生たちと触れ合うことで子供たちの夢を少しでも膨らませてあげられるのではないかと思い一緒に企画をやることにしました。」
と語っている。